# Streptopus amplexifolius
Espèce
Classification phylogénétique

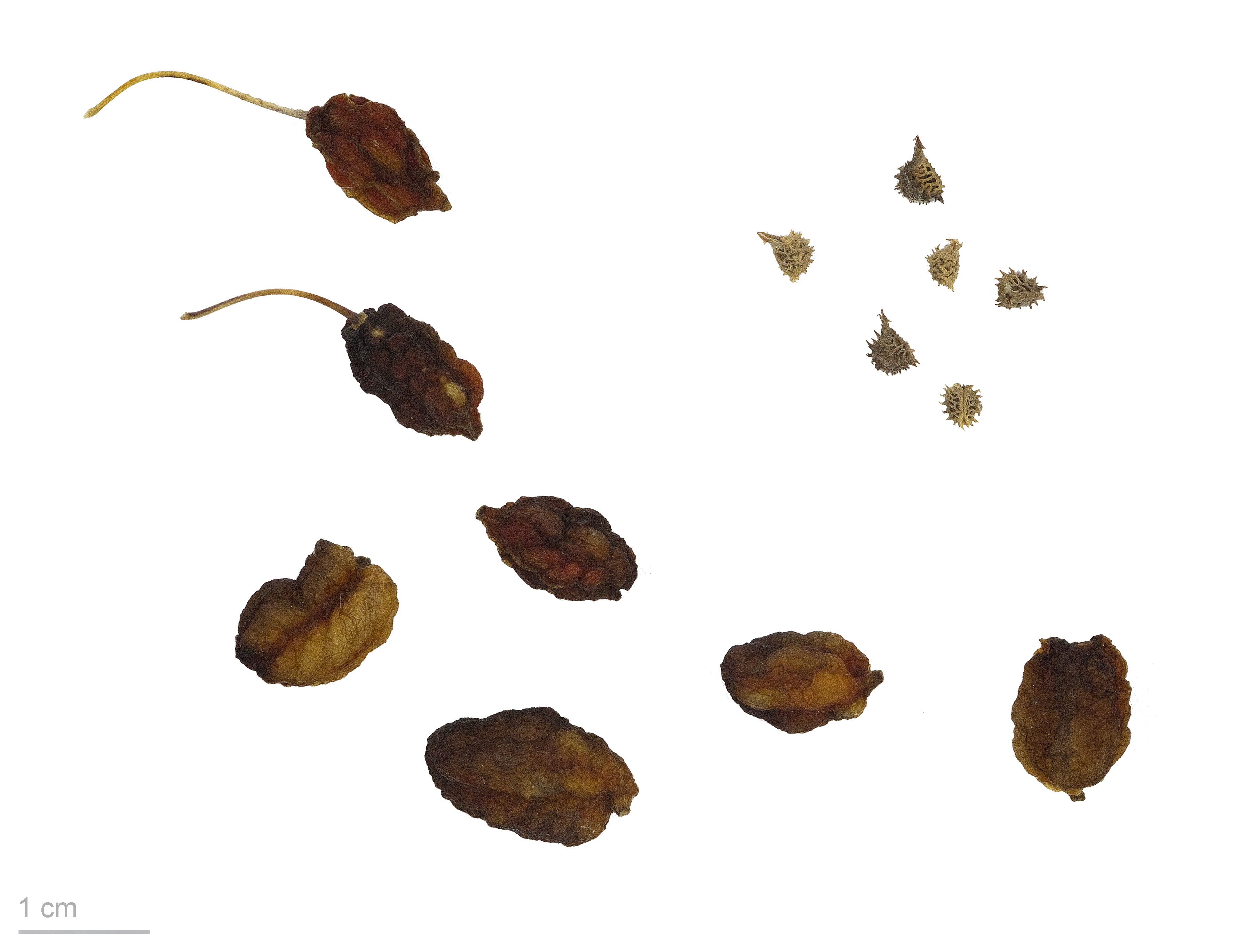
Streptopus amplexifolius - Muséum de Toulouse

Streptopus amplexifolius, le Streptope à feuilles embrassantes encore appelé Sceau-de-Salomon noueux ou Laurier alexandrin des Alpes est une espèce de plantes herbacées vivaces de la famille des Liliaceae.

## Description
C'est une plante de 40 cm à 1 mètre, à feuilles alternes, allongées, de 5 à 14 cm de long, à petites fleurs blanc verdâtre. À la fin de la floraison, les fleurs se transforment en baies rouges à la différence des sceaux de Salomon du genre Polygonatum dont les baies sont bleues à noires et dont les feuilles sont très semblables à celles du Streptope (à l'exception du sceau de Salomon verticillé, Polygonatum verticillatum, à baies rouge violacé et aux feuilles verticillées linéaires).
|  |

## Habitat et répartition
Le Streptope à feuilles embrassantes est une plante des montagnes européennes poussant dans les bois et les rocailles humides. 
Il est présent dans toutes les montagnes françaises. C'est une plante qui reste toutefois rare et qui manque à de nombreux endroits. Dans le Massif central par exemple, on peut la trouver assez facilement dans les monts du Cantal ou dans la partie la plus haute des Cévennes (mont Lozère, mont Aigoual) mais elle demeure très rare ailleurs, voire absente. Dans les Alpes, la plante pousse de 800 à 2 300 m d'altitude.

## Statut
Cette plante est protégée dans plusieurs régions de France métropolitaine (Article 1).

## Usages alimentaires
L'ethnobotaniste François Couplan rapporte (dans un ouvrage de 2009) que les fruits et jeunes pousses de S. amplexifolius était autrefois consommées par les amérindiens du nord ; après cuisson . 

On sait maintenant que leurs baies contiennent des saponines, une classe de molécules dont certaines provoquent des troubles digestifs et sanguins parfois graves ou mortels (hémolyse), or ces molécules sont stables aux températures habituelles de cuisson, et considérées comme des facteurs antinutritionnels, surtout pour les animaux monogastriques dont l'Homme.